# 펠리페 6세
펠리페 6세(스페인어: Felipe VI de Borbón y Grecia, 1968년 1월 30일~)는 스페인의 현 국왕으로, 2014년 6월 19일부터 재위 중이다. 아버지 후안 카를로스 1세 국왕이 양위함에 따라, 2014년 6월 19일 왕위를 계승하였다.

## 유년기
펠리페는 스페인 마드리드에서 당시 아스투리아스 공 후안 카를로스와 공비 소피아의 1남 2녀 중 막내로 태어났다. 형제로는 엘레나, 크리스티나 두 누나가 있다. 유아 세례를 받은 당시 그의 세례명은 스페인 보르본 왕조의 전통에 따라 지었는데, 펠리페 후안 파블로 알폰소 데 토도스 로스 산토스 데 보르본 이 그레시아(스페인어: Felipe Juan Pablo Alfonso de Todos los Santos de Borbón y Grecia)이다. 이를 풀이하면 먼저 첫 번째 이름 펠리페는 스페인 보르본 왕조의 첫 번째 국왕인 펠리페 5세의 이름에서 따온 것이며, 그다음 이름인 후안과 파블로는 각각 그의 조부에 해당하는 후안 3세와 그리스의 파블로스 국왕의 이름에서 따온 것이다. 그리고 알폰소는 증조부격인 알폰소 13세의 이름에서 따온 것이며, 데 토도스 로스 산토스는 스페인어로 모든 성인을 의미한다. 그레시아는 그리스의 공주 출신인 어머니 소피아 왕비(소피아 데 그레시아)로부터 물려받은 것으로 스페인 이름에서는 아버지와 어머니의 성을 모두 사용한다.
1977년 1월 22일 후안 카를로스 1세 국왕에 의해 스페인의 왕위 계승자에 해당하는 직책인 아스투리아스 공으로 임명되었다.

## 교육과 군사 훈련
펠리페는 산타 마리아 데 로스 로살레스에 있는 학교를 다녔다. 펠리페는 캐나다 온타리오 주에 있는 레이크필드 칼리지 스쿨에서 고등학생 시절을 보내고, 마드리드 자치 대학교에서 수학하여 법학에서 학위와 졸업하였으며 경제학에서 몇몇의 과정들을 마치기도 하였다. 그는 또한 자신의 사촌 그리스 왕세자 파블로스와 동거한 조지타운 대학교의 에드먼드 A. 월시 외교 대학원으로부터 외교학에서 이학 석사를 취득하여 자신의 학문적 전공들을 마쳤다.
왕위 계승자로서 조심스럽게 규제되고 구성된 계획은 펠리페의 군사 훈련을 위하여 설계되었다. 1985년 8월 왕실 법령은 사라고사에 있는 육군 사관 학교에서 펠리페를 사령관으로 임명하였다. 9월 그는 거기서 육군 훈련을 시작하였다. 그는 10월 자신의 대형의 첫 단계를 완성하였다. 1986년 7월 그는 사관 후보생의 소위로 진급되었다. 그해 9월 그는 폰테베드라에 있는 해군 사관 학교에서 자신의 해군 훈련을 시작하여 제3 여단에 입대하였다. 1987년 1월 그는 후안 세바스티안 엘카노 전함에서 자신의 해군 훈련을 지속하였다. 7월 그는 무르시아에 있는 공군 사관 학교에서 학생 소위로 임명되었다. 9월 그는 거기서 자신의 공군 훈련을 시작하여 전투기 조종을 배웠다. 1989년 그는 육군 중위, 해군 소위와 공군 중위로 진급되었다. 1992년 그는 공군 대위로 진급되었다. 1993년 그는 해군 중위와 육군 보병 대위로 진급되었다.
2000년 더욱 나가서 진급들은 육군 사령관, 해군 코르벳함 대위와 공군 사령관이었다. 2009년에 진급들은 육군 중령, 해군 프리깃함 대위와 공군 중령이다.
2014년 6월 19일 이래 그의 국왕 즉위 후 그는 스페인의 전 군사 총사령관의 계급을 취득하였다.

## 스페인과 해외에서 활동들

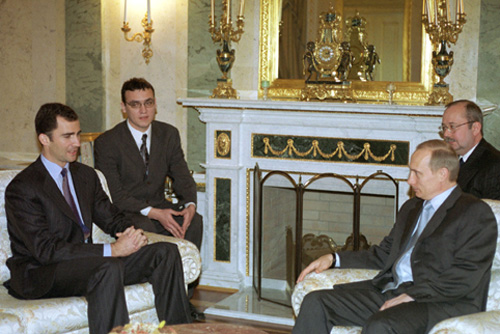
블라디미르 푸틴과 회담하는 펠리페 왕세자(2002년)

펠리페는 왕위 계승자로서 자신의 헌법적 임무들을 부지런히 착수하여 스페인에서 많은 공식적 행사들을 개최하고 스페인 대중의 서로 다른 분야와 상황들의 행사들 전부에 참가하였다. 1995년 10월 이래 펠리페는 자신이 세상살이로부터 스페인 국민들과 연락하는 동안 발렌시아에서 시작으로 스페인 자치 공동체들에 공식 방문에서 스페인을 대표하였다. 펠리페는 그들의 활동들과 함께 최신의 헌법적 조직체와 국가적 제도들과 함께 정규적 모임을 개최하였다. 또한 그는 자신의 국내적과 국제적 헌법적 의무들에 의하여 요구되면서 중앙 행정부와 자치 공동체들의 다양한 조직체의 모임들에 참석하기도 하였다. 펠리페는 국내와 국제 정세들에서 왕실의 상호 작용을 유지하는 데 가능한 대로 많은 공공적과 개인적 관중들에 의하여 환영을 받았다. 특히 그는 정치, 경제, 문화와 매체의 집단들에서 성공적인 경력들을 쌓은 자신 세대의 사람들과 모임들을 개최하였다. 군사 훈련의 일부로서 펠리페는 군사 헬리콥터 조종사로 훈련받았다. 후안 카를로스 1세가 참석하지 못한 경우에 펠리페는 3개의 군사 복무들에 의하여 개최된 군사 연습에서 참석은 물론 군사의 사관들과 임관되자 않은 사관들에게 해마다의 급송 공문서 수여식을 사회하였다.

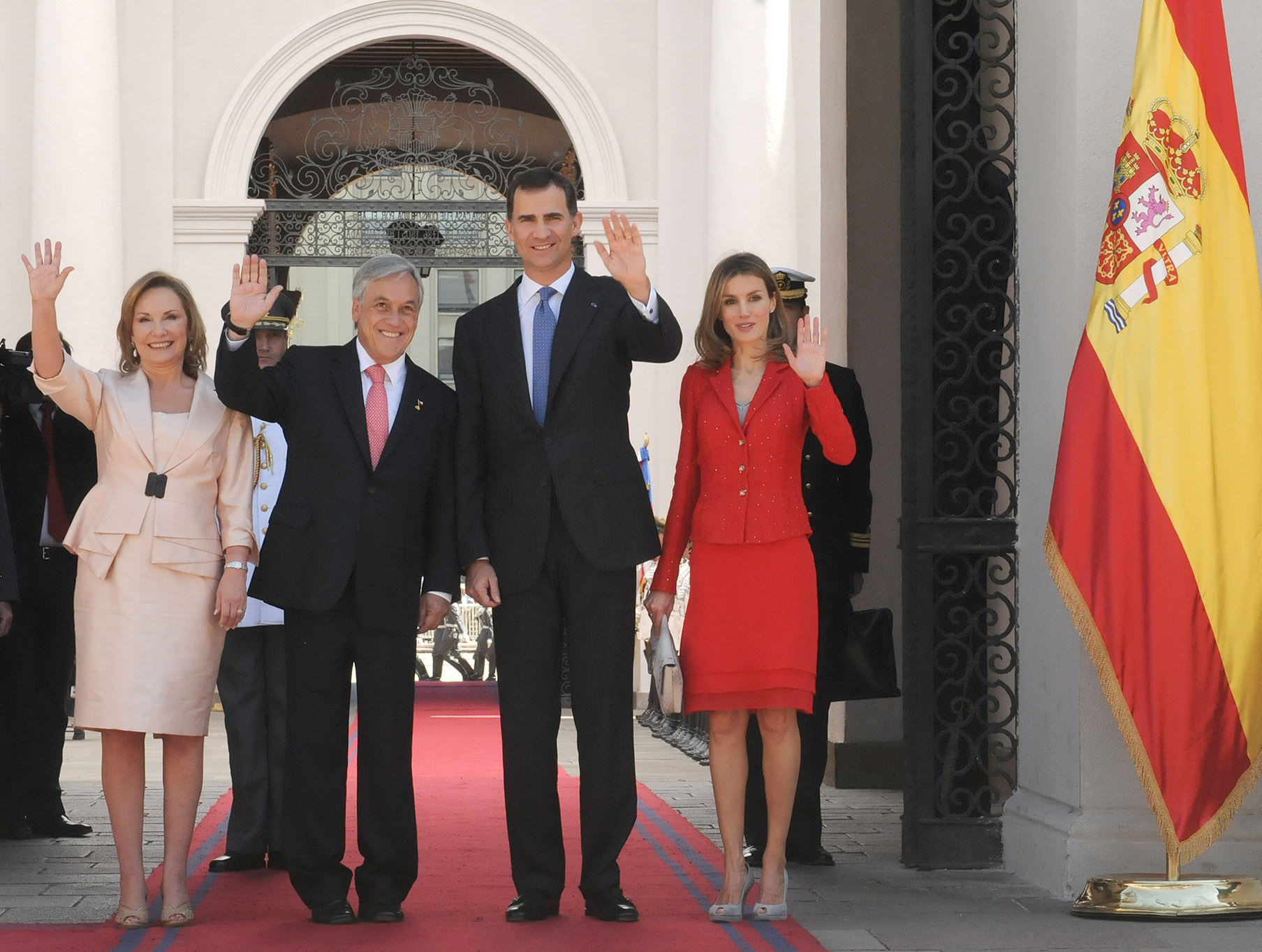
세바스티안 피녜라 칠레 대통령과 함께(2011년)

펠리페는 아랍 세계, 극동의 나라들과 오스트레일리아는 물론 유럽과 라틴아메리카로 많은 공식 방문을 하여 라틴아메리카, 유럽 연합, 중동과 북아프리카에 관련된 모든 문제들에 특별한 중요성을 유지하였다. 1996년 1월 이래 펠리페는 많은 라틴아메리카의 대통령들의 취임식에서 스페인 정부를 대표하였다. 황태자로서 그는 쿠바를 제외한 라틴아메리카의 모든 나라들을 방문하여 총 200개 이상의 해외 순방을 이루었다. 펠리페는 스페인의 경제, 상업과 문화적 흥미들과 해외의 스페인어를 흥행하는 매우 활동적 역할을 하기도 하였다. 그는 세계 경제와 무역 행사들에 자주 스페인을 대표하였다.
그는 스페인어, 카탈루냐어, 프랑스어, 영어와 약간의 그리스어를 한다.

## 사회 활동들
자신의 공식적 활동들에 추가로 펠리페는 이베로아메리카와 다른 나라들에서 경제와 사회 개발에 융자하는 코데스파 재단과 현저한 전문인들로 이루어진 유럽 저널리스트 협회의 스페인 지점 같은 몇몇의 협회와 재단들의 명예 회장을 지낸다. 가장 주목할 만한 것은 높이 이름난 아스투리아스 왕비 상(전적으로 아스투리아스 황태자 상)의 국제적 수여식에서 자신이 해마다 사회한 프린시페 데 아스투리아스 재단이다.
유엔이 "지원자들의 국제의 한해"가 있는 동안 2001년 펠리페는 코피 아난 유엔 사무총장에 의하여 "유엔의 저명인"으로 임명되었고, 국제적으로 지원 사업의 중요성을 강화하는 데 지속적이 공헌을 하고 있다.

## 국왕 즉위

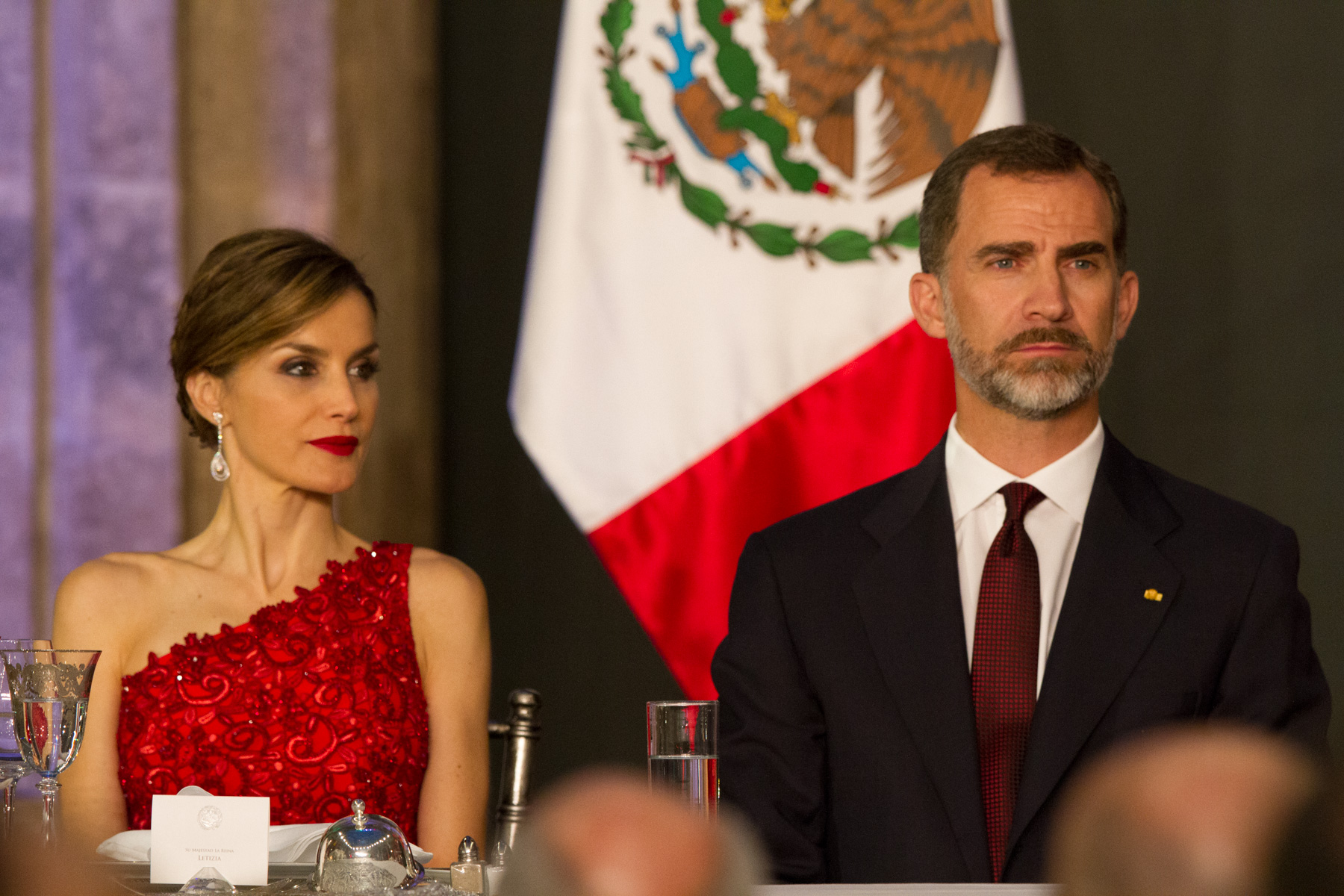
펠리페 6세와 스페인 왕비 레티시아 (2015년)

2014년 6월 2일 후안 카를로스 1세는 펠리페의 호의에 퇴위하는 데 자신의 의지를 공고하였다. 스페인 헌법에 의하여 요구되면서 스페인의 내각은 이어진 날 퇴위에 효력을 주는 데 기본법에 심의들을 시작하였다. 법률은 스페인 의회의 하원의 다수에 의하여 통과되어야 했다. 하원의 회장 헤수스 포사다에 의하면 펠리페가 6월 18일 만큼 일찍 왕위에 오를 수 있었다고 한다.
펠리페는 6월 19일의 한밤 중에 왕위에 올랐으며, 그의 부친은 몇시간 일찍이 자신의 퇴위에 효력을 준 기본법에 자신의 인가를 주었다. 다음날 아침 부친으로부터 총사령관의 장식띠를 받은 후, 펠리페는 의회에 의하여 개최된 의식에서 정식적으로 국왕으로 선서하여 즉위하였다. 그는 포사다에 의하여 국왕으로 즉위하기 전에 헌법을 찬성하는 데 선서하였다. 자신이 왕위에 오름에 그는 네덜란드의 국왕 빌럼 알렉산더르보다 9개월 어리면서 유럽에서 최연소 군주가 되었다.
국왕으로서 펠리페 6세는 신문에 공명적으로 광대한 예비적 권력들을 가졌다. 그는 헌법의 수호자이며 복종된 보증을 위하여 책임을 진다. 자신이 보통 주지사인 동안에 그일은 자신이 대부분 의식과 대표적 역할을 차지하는 부친의 실습을 따르고 정부의 조언에 크게 활동하는 데 기대되었다. 그는 자신의 즉위한 날 의회에 연설하여 자신이 "최고에 공익에 의지하는 것은 물론 듣고 이해하고, 경고하고 조언하는 데 준비된 충성적인 국가 수반이 될 것이다."라고 말하였다. 하지만 엘 파이스에 의하여 운영된 투표는 만약 그가 국내적 문제들에 동의서들을 도달하는 데 개인적으로 정당들을 밀고 나가면 600명 국민들의 75%가 찬성하려고 하면서 스페인 국민의 다수는 펠리페 6세가 정치에서 위대한 역할을 하기를 희망한다고 나타냈다. 엘 문도 신문의 투표에 의하면 펠리페는 자신의 통치에 대비하여 부친보다 위대한 찬성을 가졌다고 한다.

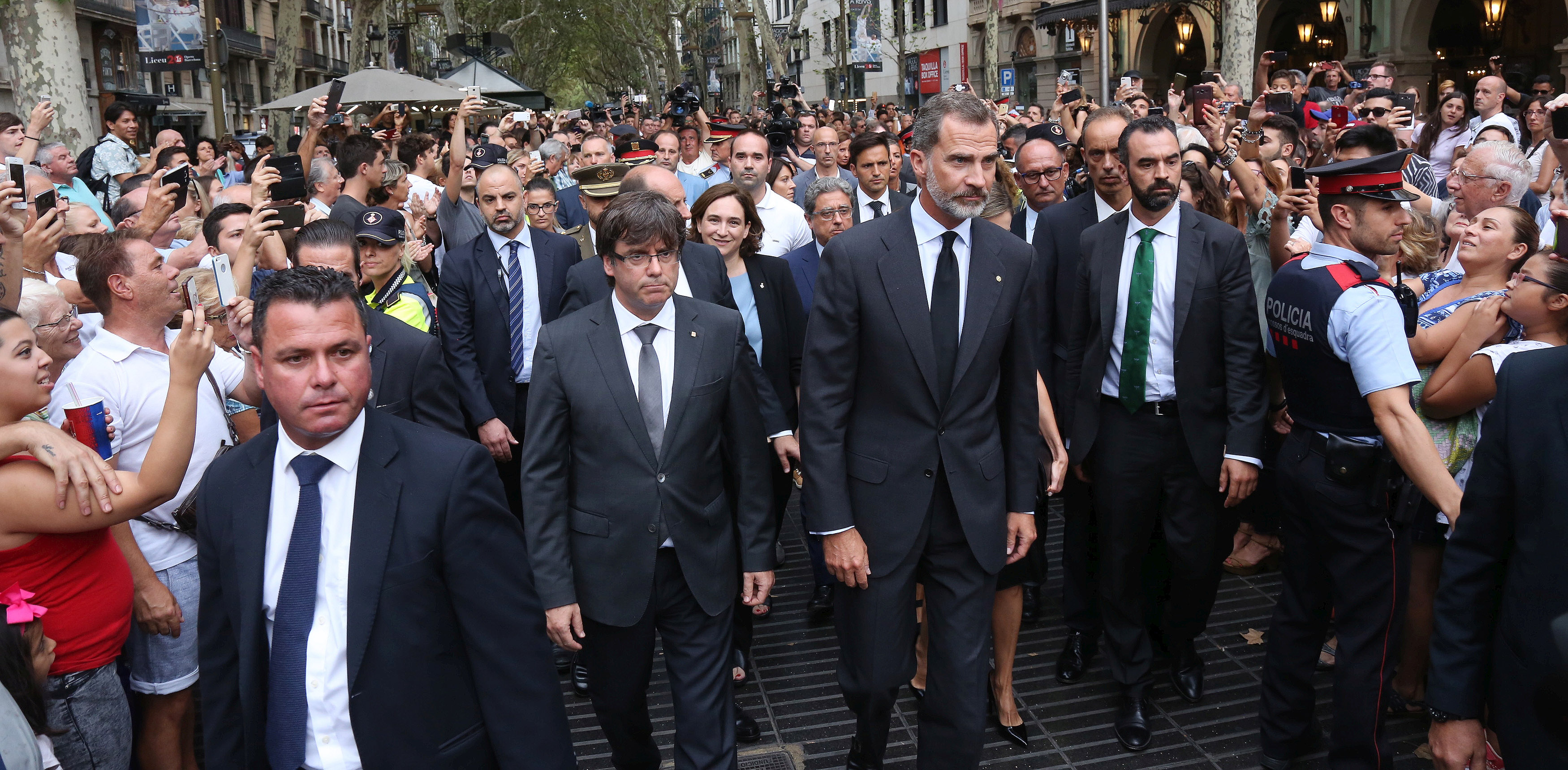
바르셀로나 테러가 일어난 후 카탈루냐 정부 수반 카를레스 푸지데몬과 함께 (2017년 8월)

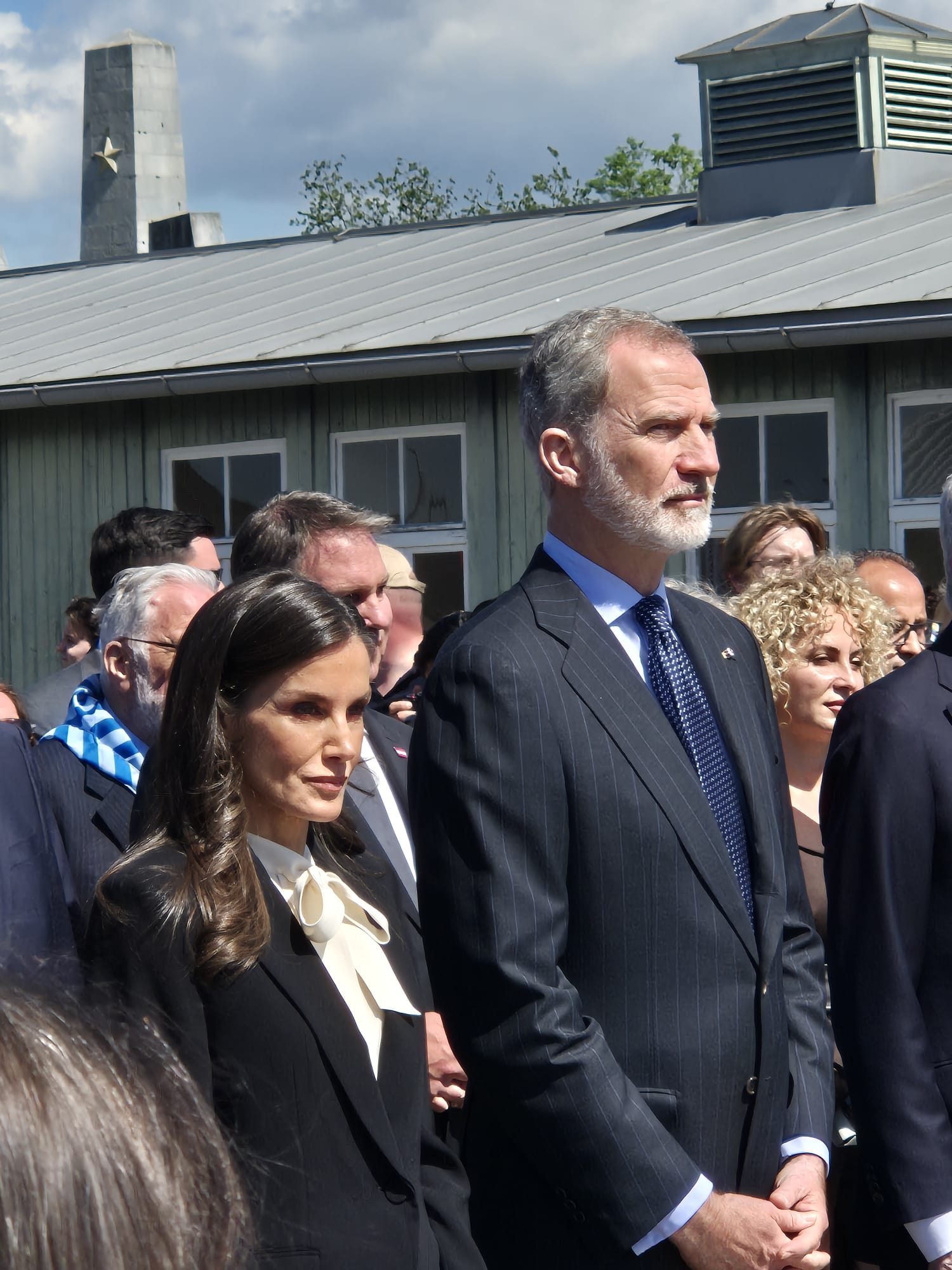
펠리페 6세 편집하기 and Queen Letizia on 5월 11일 2025, in 마우트하우젠, during the celebration of the 80th anniversary of the liberation of the 절멸 수용소.

그해 6월 펠리페 6세와 레티시아는 궁전에서 성소수자 기구들을 받고 인정하는 데 첫 스페인의 군주와 배우자가 되었다. 펠리페 6세는 또한 국민들이 십자가와 성서 없이 직무의 선서를 하는 데 허용하는 명령에서 의식을 바꾸기도 하였다. 군주로들로서 그들의 첫 해외 순방에서 펠리페 6세와 레티시아 여왕은 6월 30일 사도궁에서 교황 프란치스코를 만났다. 이어서 그들은 국가들과 관계들을 위한 차관인 안토이네 카밀레리 사자에 의하여 동행된 피에트로 파롤린 국무원장 추기경과 만났다. 방문에 4월 28일 후안 카를로스 1세와 소피아 왕비에 의한 방문에 의하여 이어졌다. 7월 18일 새 국왕은 각료 회의의 첫 모임에 의장을 맡았다.
2015년 2월 펠리페 6세는 지속적으로 스페인을 훼방 놓은 불경기와 어려움의 결과로서 자신의 연봉을 20%로 감소한다고 공고하였다.
2015년 선거는 정부를 형성하는 데 아무 정당도 충분한 의석들을 이기지 않았다. 서로 다른 정당들과 동의서들이 성공적이지 못하였다. 서로 다른 당수들과 몇달간 회담 후, 그리고 정부 형성에 후원의 자리에서 분명한 후보가 아무도 없으면서 왕실 법령은 6월 새 선거가 요청되면서 의회를 해산하는 데 팔포되었다. 이 일은 총리가 아닌 국왕에게 의회의 해산을 발행하기 위한 의안 제출권인 점에서 헌법의 조항 99.5조 아래 선거가 요청된 민주주의로 이행 이래 처음으로 특징을 지었다.
2017년 10월 3일 카탈루냐 독립 국민투표에 이어 큰 항의 시위 운동과 총파업이 카탈루냐에서 일어나면서 펠리페 6세는 자신이 "법률의 외부"를 실행하기 위하여 국민투표의 활동들을 비난한 텔레비전 연설을 강하게 하여, 그들을 "받아들일 수 없는 불충성"과 "카탈루냐 사회 자신 안에서 일치와 공존을 손상시킴"으로 고발하였다. 그는 또한 국민투표가 스페인의 북동부 지방 전체의 경제를 위험에 놓을 수 있다고 경고하였다. 그의 연설에 반응들이 섞였다. 통합당과 카탈루냐 공통당의 당수들이 "비책임적이면서 가치 없다"라고 비난한 것에 반하여 국민당과 시민당의 당원들은 국왕의 "합법으로 위탁"을 인정하고 카탈루냐의 자치권의 가혹한 중재를 위한 방향을 용이하게 하였다. 스페인 사회노동당에 의하면 그 당수들은 공공에서 국왕의 연설에 그들의 성원을 보였으나 스페인과 카탈루냐 정부들 둘다 사이에 이해와 의견 교환으로 아무 소집을 만들지 않은 것에 비공식적으로 뒤집혀졌다.

## 같이 보기
- 스페인의 역사
- 스페인의 정치
- 아스투리아스 여공상